# Söder Torn
Söder Torn is een wolkenkrabber in de stad Stockholm (Zweden). Het gebouw ligt aan de Fatburstrappan 18 bij de Fatbursparken in het stadsdeel Södermalm. Met een hoogte van 75 meter en 86 meter inclusief de masten is het gebouw het veertien hoogste gebouw van Zweden. Het gebouw telt 24 verdiepingen en moest aanvankelijk zelfs 40 verdiepingen hoog worden. Elke verdieping bevat vijf appartmenten. Op de 23e en 24e etage zijn drie duplex appartementen (twee verdiepingen). Op de bovenste verdieping (vlak 25) is een gemeenschappelijk feestzaal met glazen wand en uitzicht op de stad Stockholm. Op de begane grond is er een spa met zwembad en sauna. Het werk is ontworpen door de Deense architect Henning Larsen, maar hij verliet het project vroegtijdig omdat hij te veel compromissen moest sluiten tijdens de planfase.

## Foto's

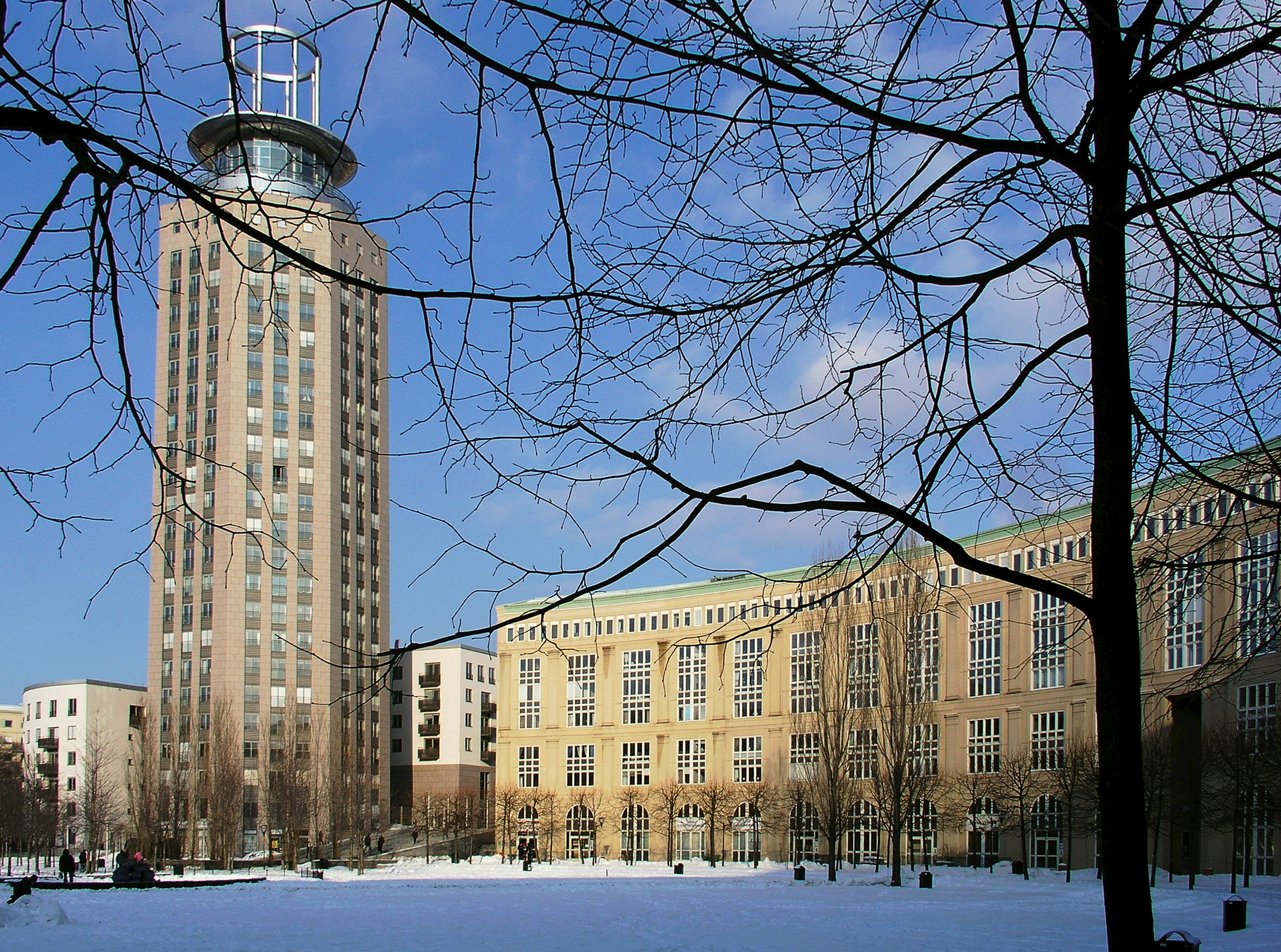
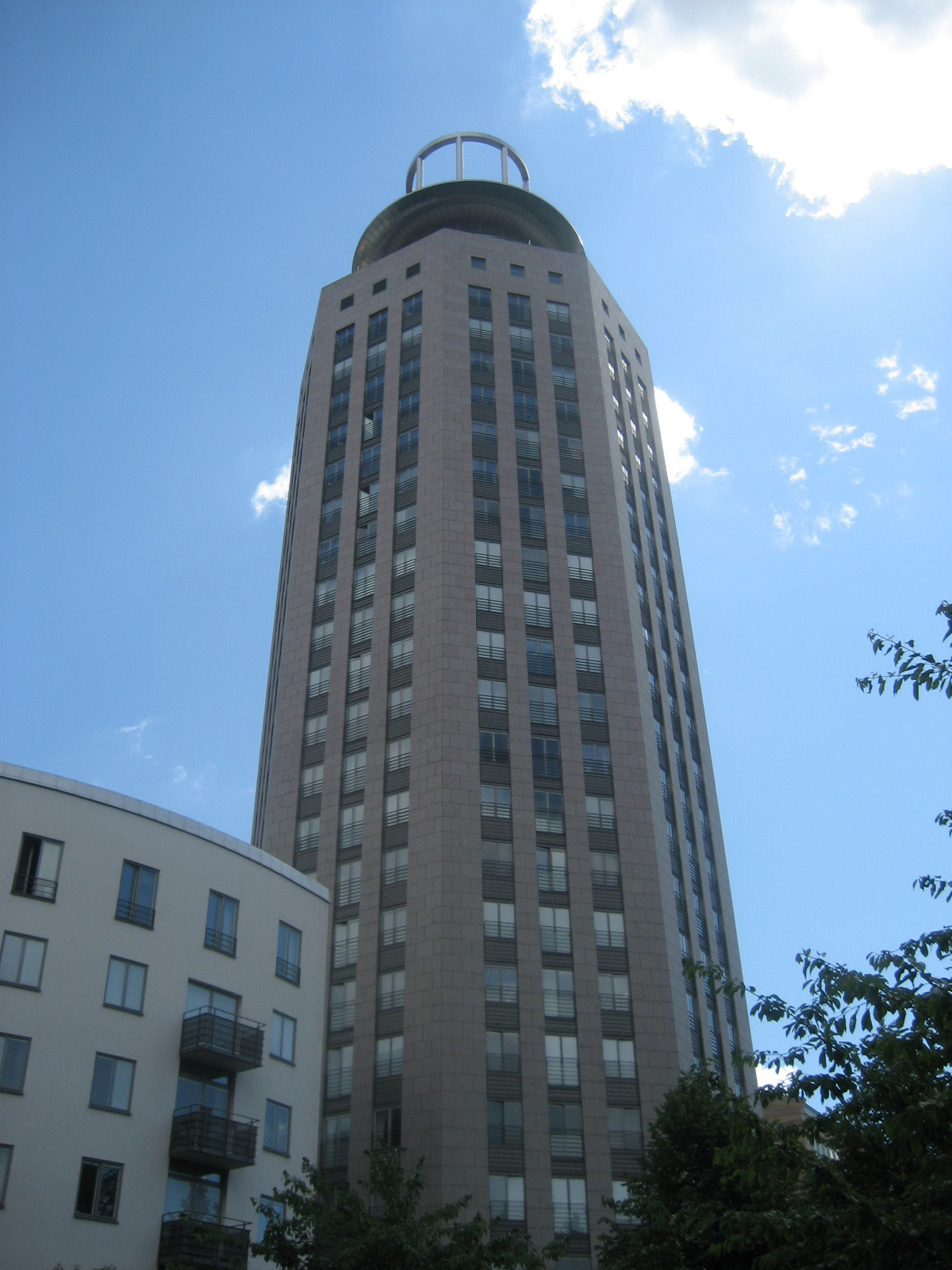
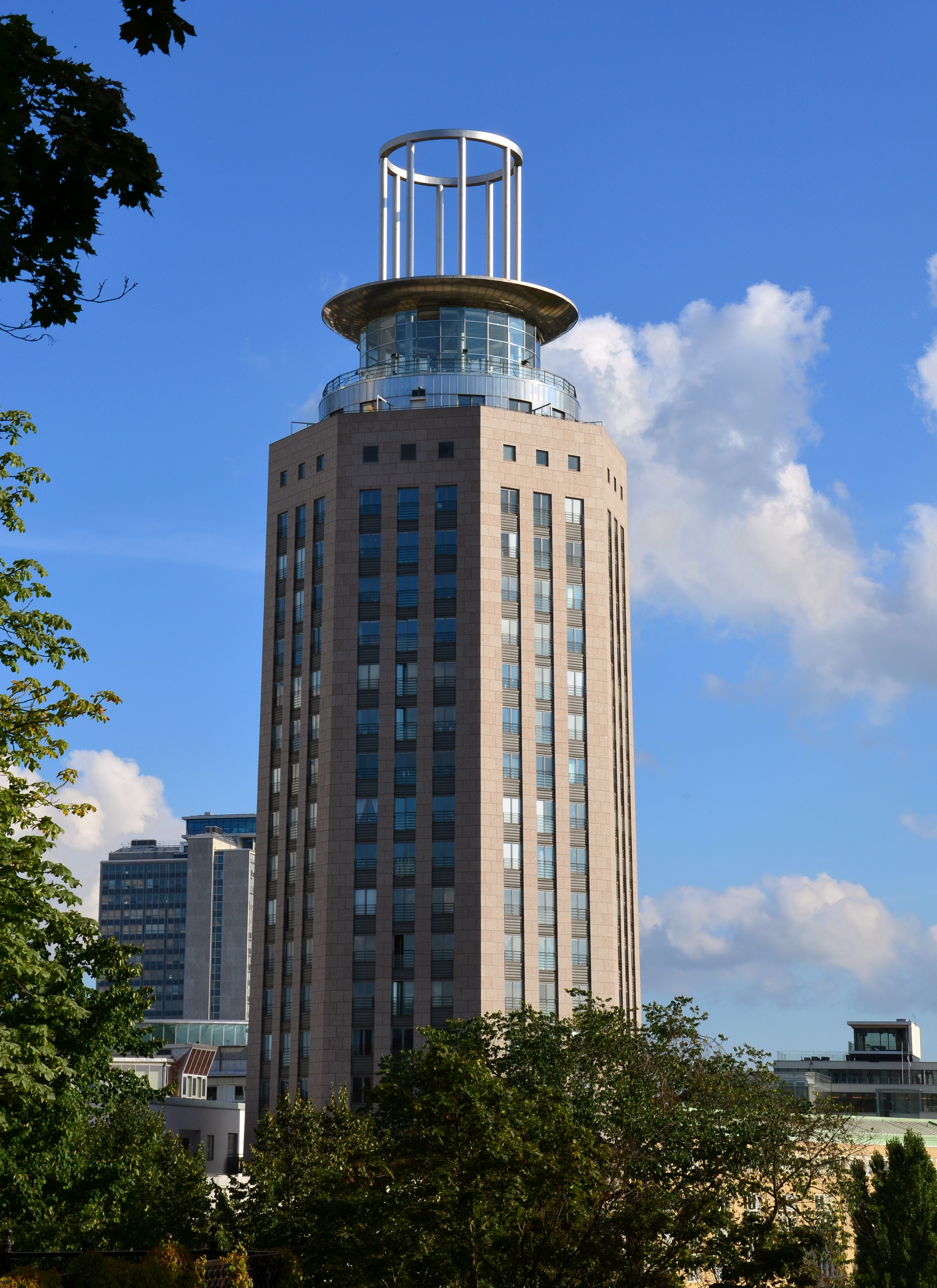